# Adam Bagiński
Adam Bagiński (* 17. März 1980 in Danzig) ist ein ehemaliger polnischer Eishockeyspieler und heutiger Trainer, der den Großteil seiner Karriere bei GKS Tychy in der Ekstraliga unter Vertrag stand.

## Karriere

### Club
Adam Bagiński begann seine Karriere in seiner Heimatstadt bei Stoczniowiec Gdańsk. Für den Klub der Werftarbeiter stand er mehr als 130 Mal in der Ekstraliga auf dem Eis. 2003 wechselte er von der Ostseeküste in das Oberschlesische Industriegebiet zum GKS Tychy. Mit dem Team aus der Bergbaustadt konnte er 2005 den ersten Meistertitel der Vereinsgeschichte erringen. Neben sechs Vizemeistertiteln in den Jahren 2006, 2007, 2008, 2009, 2011 und 2014 gelang ihm 2007, 2008, 2009, 2010 und 2017 auch der Gewinn des polnischen Eishockeypokals. 2015 und 2018 konnte er mit den Schlesiern das Double aus Meistertitel und Pokalsieg erringen. 2019 und 2020 wurde er mit Tychy erneut polnischer Meister. Anschließend beendete er seine Karriere. Anschließend wechselte er als Assistenztrainer in den Betreuerstab des Klubs.

### International
Für Polen nahm Bagiński im Juniorenbereich an der B-Europameisterschaft der U-18-Junioren 1998 sowie der U20-Junioren-B-Weltmeisterschaft 2000 teil. 2001 nahm er mit der polnischen Studentenauswahl an der Winter-Universiade in Zakopane teil.
Im Seniorenbereich stand der Center im Aufgebot seines Landes bei den Weltmeisterschaften der Division I 2003, 2004, 2005, 2006, 2008, 2009, 2010, 2013, 2014, 2015 und 2016. Zudem spielte er für Polen bei der Olympiaqualifikation für die Spiele in Turin 2006, die Spiele in Vancouver 2010, die Spiele in Sotschi 2014 und die Spiele in Pyeongchang 2018.

## Erfolge und Auszeichnungen
- 2005 Polnischer Meister mit dem GKS Tychy
- 2007 Polnischer Pokalsieger mit dem GKS Tychy
- 2008 Polnischer Pokalsieger mit dem GKS Tychy
- 2009 Polnischer Pokalsieger mit dem GKS Tychy
- 2010 Polnischer Pokalsieger mit dem GKS Tychy
- 2014 Aufstieg in die Division I, Gruppe A, bei der Weltmeisterschaft der Division I, Gruppe B
- 2015 Polnischer Meister und Pokalsieger mit dem GKS Tychy
- 2017 Polnischer Pokalsieger mit dem GKS Tychy
- 2018 Polnischer Meister und Pokalsieger mit dem GKS Tychy
- 2019 Polnischer Meister mit dem GKS Tychy
- 2020 Polnischer Meister mit dem GKS Tychy

## Ekstraliga-Statistik
Stand: Ende der Spielzeit 2019/20